# Étréville
Étréville és un municipi francès situat al departament de l'Eure i a la regió de Normandia. L'any 2007 tenia 543 habitants.

## Demografia

### Població
El 2007 la població de fet d'Étréville era de 543 persones. Hi havia 205 famílies, de les quals 47 eren unipersonals (25 homes vivint sols i 22 dones vivint soles), 61 parelles sense fills, 86 parelles amb fills i 11 famílies monoparentals amb fills.
La població ha evolucionat segons el següent gràfic:
Habitants censats

### Habitatges
El 2007 hi havia 230 habitatges, 207 eren l'habitatge principal de la família, 9 eren segones residències i 14 estaven desocupats. 225 eren cases i 3 eren apartaments. Dels 207 habitatges principals, 166 estaven ocupats pels seus propietaris, 37 estaven llogats i ocupats pels llogaters i 4 estaven cedits a títol gratuït; 1 tenia una cambra, 6 en tenien dues, 20 en tenien tres, 56 en tenien quatre i 124 en tenien cinc o més. 186 habitatges disposaven pel capbaix d'una plaça de pàrquing. A 81 habitatges hi havia un automòbil i a 111 n'hi havia dos o més.

### Piràmide de població
La piràmide de població per edats i sexe el 2009 era:
| Homes | Edats   | Dones |
| ----- | ------- | ----- |
| 0     | 95 o +  | 0     |
| 0     | 90 a 94 | 0     |
| 0     | 85 a 89 | 0     |
| 4     | 80 a 84 | 4     |
| 4     | 75 a 79 | 0     |
| 12    | 70 a 74 | 20    |
| 0     | 65 a 69 | 12    |
| 16    | 60 a 64 | 8     |
| 8     | 55 a 59 | 16    |
| 32    | 50 a 54 | 24    |
| 36    | 45 a 49 | 20    |
| 8     | 40 a 44 | 16    |
| 20    | 35 a 39 | 12    |
| 12    | 30 a 34 | 20    |
| 4     | 25 a 29 | 24    |
| 24    | 20 a 24 | 12    |
| 8     | 15 a 19 | 0     |
| 24    | 10 a 14 | 16    |
| 36    | 5 a 9   | 16    |
| 8     | 0 a 4   | 8     |

## Economia
El 2007 la població en edat de treballar era de 347 persones, 261 eren actives i 86 eren inactives. De les 261 persones actives 247 estaven ocupades (139 homes i 108 dones) i 13 estaven aturades (9 homes i 4 dones). De les 86 persones inactives 30 estaven jubilades, 26 estaven estudiant i 30 estaven classificades com a «altres inactius».

### Ingressos
El 2009 a Étréville hi havia 225 unitats fiscals que integraven 606,5 persones, la mediana anual d'ingressos fiscals per persona era de 17.071 €.

### Activitats econòmiques
Dels 8 establiments que hi havia el 2007, 6 eren d'empreses de construcció, 1 d'una empresa de transport i 1 d'una empresa classificada com a «altres activitats de serveis».
Dels 6 establiments de servei als particulars que hi havia el 2009, 3 eren paletes, 1 fusteria i 2 lampisteries.
L'any 2000 a Étréville hi havia 41 explotacions agrícoles que ocupaven un total de 407 hectàrees.

## Equipaments sanitaris i escolars
El 2009 hi havia una escola elemental.

## Poblacions més properes
El següent diagrama mostra les poblacions més properes.